# Letten (Igensdorf)
Letten ([ˈlɛtən] )  ist ein Gemeindeteil des Marktes Igensdorf im Landkreis Forchheim (Oberfranken, Bayern).

## Geografie
Das Dorf liegt im Erlanger Albvorland etwa zwei Kilometer nordwestlich des Ortszentrums von Igensdorf.

## Geschichte

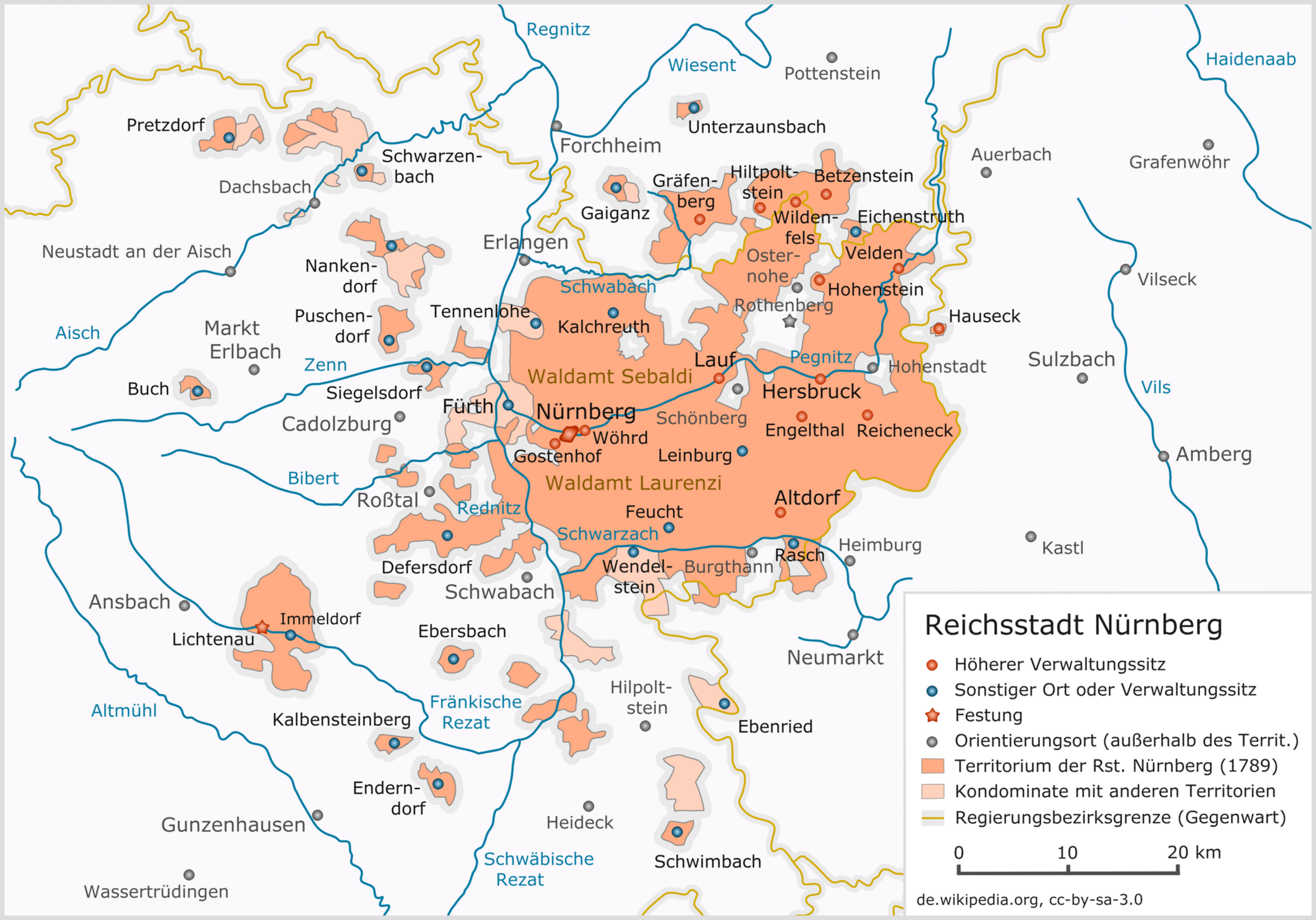
Das Landgebiet der Reichsstadt Nürnberg

Letten wurde im Jahr 1439 zum ersten Mal urkundlich erwähnt. Bis zum Beginn des 19. Jahrhunderts unterstand Letten der Landeshoheit der Reichsstadt Nürnberg. Die Dorf- und Gemeindeherrschaft übte das Landalmosenamt Nürnberg aus. Letten wurde 1806 bayerisch, nachdem die Reichsstadt Nürnberg unter Bruch der Reichsverfassung vom Königreich Bayern annektiert worden war. Dabei wurde der Ort Bestandteil der bei der „napoleonischen Flurbereinigung“ in Besitz genommenen neubayerischen Gebiete, was erst im Juli 1806 mit der Rheinbundakte nachträglich legalisiert wurde.
Durch die Verwaltungsreformen zu Beginn des 19. Jahrhunderts im Königreich Bayern wurde Letten mit dem Zweiten Gemeindeedikt im Jahr 1818 ein Gemeindeteil der Ruralgemeinde Dachstadt. Mit der Gebietsreform in Bayern wurde Letten am 1. Januar 1972 nach Igensdorf eingemeindet.

## Verkehr
Eine von Dachstadt kommende Gemeindeverbindungsstraße durchquert den Ort und führt weiter nach Ermreuth, wo sie in die Kreisstraße FO 28 einmündet. Vom ÖPNV wird das Dorf nicht bedient, die nächste Haltestelle der Buslinie 223 des VGN befindet sich in Dachstadt und der nächstgelegene Bahnhof an der Gräfenbergbahn in Mitteldorf.